# Andrea Griminelli
Andrea Griminelli (Correggio, 13 december 1959) is een Italiaans fluitist.

## Opleiding
Griminelli begon met fluitspelen toen hij 10 jaar was. Hij studeerde daarna bij Jean-Pierre Rampal en Sir James Galway. Terwijl hij studeerde bij Rampal aan het Conservatoire national de musique in Parijs won hij de concoursen ven Stresa en Alessandria. In 1983 en 1984 won hij de prestigieuze Prix de Paris.

## Activiteiten
Griminelli maakte zijn internationale debuut in 1984 toen hij 25 was toen hij samen met Luciano Pavarotti optrad op Madison Square Garden in New York. Met hem trad hij de jaren erna nog vaak op, onder andere in Hyde Park in Londen in 1990, in Central Park in New York in 1993, bij de Eiffeltoren in Parijs in op het Rode Plein in Moskou. Griminelli speelde verder in de meeste landen van Europa en onder andere in Japan, Zuid-Amerika, de Verenigde Staten. Hij speelde in de belangrijkste zalen als het Teatro alla Scala in Milaan, Carnegie Hall in New York. Griminelli werkte samen met musici als Carlo Maria Giulini, Zubin Mehta, Emmanuel Krivine, Jean-Pierre Rampal, Gennadi Rozjdestvenski, James Levine en Gustavo Dudamel. Hij soleerde bij onder andere de Royal Philharmonic Orchestra, de Berlin Symphonie Orchester, de Münchner Rundfunkorchester, de Philharmonia, de New York Philharmonic, het orkest van de RAI in Turijn, het Dallas Symphony Orchestra en de Los Angeles Philharmonic.
Een aantal componisten schreven speciaal voor hem: Carlo Boccadoro, Fabrizio Festa,  Ennio Morricone en Shigeaki Saegusa. 
Griminelli was ook actief buiten het vaste kader van de klassieke muziek. Hij werkte samen met mensen als Elton John, James Taylor, Branford Marsalis en Ian Anderson, bandleider van Jethro Tull.
Griminelli leidt verder het muziekinstituut "Achille Peri" in Reggio Emilia.
In 1991 ontving Griminelli van de Italiaanse president een onderscheiding in de Italiaanse ridderorde en in 2003 een officiële onderscheiding van de Italiaanse Republiek.

## Cd-opnamen
Hij nam een aantal cd's op, onder ander met de fluitconcerten van Antonio Vivaldi en Saverio Mercadante (Decca) met het English Chamber Orchestra onder leiding van Jean-Pierre Rampal. Verder was er de cd Andrea Griminelli’s Cinema Italiano waarop hij de bekendste Italiaanse filmmuziek gearrangeerd door Luis Bacalov en Ennio Morricone speelt met Sting, Luciano Pavarotti, Lucio Dalla, Deborah Harry en Filippa Giordano. Hij nam voor Decca ook de werken voor fluit van Wolfgang Amadeus Mozart op met de Camerata Salzburg onder leiding van Sir Roger Norrington, en verder cd's met 17e-eeuwse Italiaanse muziek voor fluit en gitaar met Filomena Moretti, stukken van Ludwig van Beethoven en Franz Schubert voor fluit en piano met Gianluca Cascioli en de kwartetten van Gioacchino Rossini voor blaaskwartet.